# Tylophora splendida
Tylophora splendida är en oleanderväxtart som beskrevs av P.I. Forster. Tylophora splendida ingår i släktet Tylophora och familjen oleanderväxter. Inga underarter finns listade i Catalogue of Life.